# 곽도영
곽도영(郭度榮, 1963년 4월 21일 ~ )은 대한민국의 제8·10대 강원도의원이다.

## 학력
- 1979 ~ 1982 : 육민관고등학교 졸업
- 1983 ~ 1987 : 상지대학교 행정학 학사
- 1999 ~ 2002 : 연세대학교 정경대학원 경제학 석사

## 경력
- 1985 ~ 1986 : 상지대학교 총학생회장
- 1991 ~ 2001 : 국민은행 노동조합 지부장
- 2010 ~ 2013 : 연세대학교 총동문회 상임이사
- 2010년 7월 1일 ~ 2014년 6월 30일: 제8대 강원도의회 의원
- 2013 ~ 2015 : 국제복싱연맹 IBF 세계총회 조직위원장
- 2014 ~ : 학교법인 육민관 감사
- 2014 ~ : 상지학원발전기금재단 이사
- 2016 ~ 2018 : 국회 송기헌 의원실 보좌관
- 2018년 7월 1일 ~ 2022년 6월 30일 : 제10대 강원도의회 의원
  - 2018.07 ~ 2020.07 : 제10대 강원도의회 전반기 기획행정위원회 위원장
  - 2020.07 ~ 2022.06 : 제10대 강원도의회 후반기 의장
  - 2020.09 ~ 2022.06 : 제17대 전국시도의회의장협의회 전반기 사무총장
- 2022.10 ~ : 더불어민주당 강원도당 수석부위원장

## 역대 선거 결과
|  | 31.53% |

|  | 52.99% |

|  | 47.45% |

|  | 69.51% |